# The Chinese Album
Albums de Spacehog
Resident Alien
(1996) The Hogyssey
(2001)
Singles
1. Mungo City
Sortie : 1998
2. Carry On
Sortie : 1998

The Chinese Album est le deuxième album du groupe de rock alternatif Spacehog. Réalisé en 1998, il contient deux titres qui sortiront en single, Mungo City et Carry On. L'album est sorti en CD et en cassette et atteignit la 55e place des charts canadiens.
La chanson One of These Days contient un sample de la chanson Seen and Not Seen des Talking Heads. Michael Stipe, le chanteur de R.E.M., chante sur la chanson Almond Kisses.

## Liste des titres
Les chansons sont composées par Royston Langdon, sauf indication contraire.
1. One Of These Days (David Byrne, Jerry Harrison, Tina Weymouth, Chris Frantz, Brian Eno, Royston Langdon) - 3 min 35 s
2. Goodbye Violet Race - 4 min 00 s
3. Lucy's Shoe - 4 min 13 s
4. Mungo City - 4 min 34 s
5. Skylark (Antony Langdon) - 1 min 57 s
6. Sand In Your Eyes - 3 min 49 s
7. Captain Freeman (Antony Langdon) - 2 min 27 s
8. 2nd Avenue (Royston Langdon, N. Chassler) - 2 min 58 s
9. Almond Kisses (featuring Michael Stipe) (Antony Langdon) - 2 min 44 s
10. Carry On - 3 min 33 s
11. Anonymous (Royston Langdon, Antony Langdon) - 3 min 37 s
12. Beautiful Girl - 4 min 09 s

## Crédits
- Royston Langdon - guitare basse, chants
- Antony Langdon - guitare, chants
- Jonny Cragg - batterie
- Richard Steel - guitare solo